# Reinhold Ewald
Reinhold Ewald (Mönchengladbach, 18 december 1956) is een Duits voormalig ruimtevaarder. In 1990 werd hij samen met Klaus-Dietrich Flade geselecteerd om te trainen voor een missie naar het ruimtestation Mir. In 1999 werd hij lid van het Europees astronautenkorps.
Ewald’s eerste en enige ruimtevlucht was Sojoez TM-25 en vond plaats op 10 februari 1997. Het was een Russische expeditie naar het ruimtestation Mir dat deel uitmaakte van het Sojoez-programma. 
Tot en met 2014 vervulde hij verschillende rollen binnen ESA. Sinds 2015 werkt hij als professor aan de Universiteit van Stuttgart.